# Hippotion saclavorum
Hippotion saclavorum là một loài bướm đêm thuộc họ Sphingidae, chi Hippotion.